# Palača Khuzam
Palača Khuzam (arabsko قصر خزام) je velika palača in muzej v Džidi v Saudovi Arabiji. V njem je regionalni arheološki in etnografski muzej Džide, ki velja za enega najvidnejših saudskih muzejev.

## Zgodovina in stavba
Začetek gradnje palače Khuzam sega v leto 1928, za izgradnjo  pa je Al-Moajil Group potrebovala pet let, saj je bila njena gradnja končana leta 1932 za Abdulaziz Al Sauda. Palača Khuzam je bila priča številnim pomembnim dogodkom, med katerimi je bil prvi in najpomembnejši saudski sporazum o raziskovanju nafte. Leta 1981 je Fahd bin Abdulaziz vodil preureditev palače v muzej, potem ko je njeno upravljanje prenesel na Agencijo za starine in muzeje pri Ministrstvu za šolstvo, kjer je agencija obnovila del pročelja palače. Odprli so ga marca 1995.
Muzej je v zgodovinski palači Khuzam v četrti Al-Nuzlah al-Jamanija na jugu Džide. Naftni sporazum s Standard Oil Company iz Kalifornije sta 29. maja 1933 podpisala Abdullah Suleiman v imenu Saudoe Arabije in Lloyd N. Hamilton v imenu podjetja v palači Khuzam v Džedi leta 1933.
Dar Al-Arkan Real Estate (DAAR) je 11. oktobra 2008 naročil razvoj območja s strani skrbnika dveh svetih mošej.

### V času vladavine kralja Abdulaziza
Abdulaziz Al Saud je del svoje delovne dobe preživel v palači Khuzam, ki je prva palača, ki jo je zgradil po tem, ko je nekaj časa bival v Nassifovi hiši, in jo je uporabljal kot divan, v katerem je sprejemal državne goste, visoke uradnike in širšo javnost, saj je bila palača priča podpisu pomembnih sporazumov, pogodb in političnih not v saudski zgodovini. 29. julija 1940 je bila podpisana tudi izmenjava memorandumov z Egiptom v zvezi z nekaterimi urbanističnimi projekti, s Kuvajtom je bila podpisana pogodba o prijateljstvu in dobrososedstvu, leta 1943 pa je bila z britansko vlado obnovljena pogodba iz Džide. V palači je bil podpisan tudi trgovinski sporazum s Sirijo, sporazum o letališču Dhahran z Združenimi državami Amerike, poleg podpisa pogodbe o prijateljstvu s Pakistanom.

### V času vladavine kralja Sauda
Po smrti kralja Abdulaziza je kralj Saud palačo uporabljal kot upravno pisarno do leta 1963, ko jo je uvrstil med gostinske palače in ji dodal nekaj objektov, podobo njenih glavnih vrat pa je postavil na papirni denar leta 1963. Sodobniki so poudarjali, da je bila palača vladni cilj Džide in da so vanjo prihajale uradne delegacije na diplomatskih misijah, pogled na varnostnike pa je bil mejnik za ulico Al-Mina (zdaj King Khalid), kjer je so glavna vrata palače.

## Opis
Palača je sestavljena iz dveh nadstropij in prizidkov na južni in zahodni strani, obdana pa je z okoli tri metre visokim obzidjem. Ima glavni vhod, ki so visoka vrata, sestavljena iz dveh nasproti postavljenih stolpov, dvoje vrat je bilo kasneje dokončano po zaključku gradnje palače. Zgrajena je iz trdnega apnenca, pridobljenega z obale Rdečega morja, znanega kot kamen za izkopavanje, ki je osnovni material, ki je bil uporabljen pri gradnji stavb v mestu Džida. Palača ima tri strani, južno, ki gleda na sosesko Al-Nazlah Al-Jamani, nato severno fasado, ki gleda na molitveno dvorano Eid, in zahodno, ki gleda na območje Al-Sabil. Zgodovina palače Khuzam kaže, da je palača pokazatelj arhitekturnega sloga, ki je prevladoval v gradbeništvu v tistem obdobju.

## Razstave
Muzej obsega šest dvoran, ki v svoji vsebini predstavljajo zgodovinska obdobja, od obdobij antične zgodovine, prek islamskih obdobij do moderne dobe. V preddverju dvoran je tradicionalni ribiški čoln, ki prikazuje pomen morskega bogastva v življenju prebivalcev Džide. Za kraj je značilen visok strop, okrašen z dvema lestencema. Obstaja dolgo stopnišče, pokrito z rdečo preprogo.
Prazgodovinska dvorana: vključuje orodja, ki predstavljajo prvo človeško življenje v tistem obdobju, skozi nabiralništvo, nato lova in potovanja, dokler ni izdelal svojih orodij iz materialov, ki so bili na voljo v okolju, med katerimi so najpomembnejši kamni. Razstavljena orodja so sekalci, strgala, mačete in konice puščic. V dvorani so tudi lončenina iz civilizacije Ubaid, ki sega več kot pet tisoč let nazaj in je iz vzhodne regije, ter arheološka sredstva iz najdišča Tajma iz leta 550 pr. n. št. in iz Mada'in Saleha (100-300 pr. n. št.), Dumat al-Džandal (1250 pr. n. št.) in Nadžran (1250 pr. n. št.), 850-250 pr. n. št.), Worms (400 pr. n. št.), napisi v pisavi Al-Musnad, ter skale in kamni, vzeti iz izkopanin Ašab Al-Ukhdud v Nadžranu.
Arabija in Saudska država. V dvorani so risbe, ki prikazujejo širjenje islama po svetu, slike svetih krajev, poti Zubajda, egipčanske romarske poti, kopije Korana, modeli islamskih valut in številni nagrobniki, ki so bili najdeni na pokopališču Al-Mu'alla v Meki Al-Mukarramah, poleg islamskih rokopisov, keramike in kamnine ter slika mošeje Omarja Ibn Al-Khattaba v Al-Džoufu.
Dvorana Džida: vsebuje eksponate o mestu Džida in njegovem razvoju skozi stare slike in zemljevide mesta s starim obzidjem.
Dvorana kralja Abdulaziza: je v drugem nadstropju in vsebuje majlis kralja Abdulaziza s turškimi sedeži v rdeči barvi in zlatim okrasjem. Na koncu je njegov stol, njegova lesena palica in njegov stari črni telefon, poleg številnih redkih zgodovinskih fotografij z voditelji držav in uradnimi delegacijami kraljevine, kot je njegova fotografija, posneta leta 1945 s kraljem Egipta Faroukom, in druga z ameriškim predsednikom Rooseveltom ter z vladarjem Kuvajta Mubarakom Al-Sabahom in drugi, obstaja pa tudi številna korespondenca in dokumenti, ki jih je napisal ročno in jih je osebno podpisal.
Dvorana kralja Sauda bin Abdulaziza: ima razkošno leseno knjižnico za kralja Sauda in vsebuje udoben sedež, poleg tega pa dvorana vključuje njegovo palico, njegov telefon in njegove meče, vključno z opicami, ki se uporabljajo v ritualu, in njegov čajni servis iz razkošnega porcelana v beli in temno modri barvi, poleg pozlačenega krožnika vsebuje še papirnat in kovinski denar, ki je bil izdelan v času njegove vladavine, nekaj njegovih medalj in odlikovanj, številne znamke in nekaj njegovih zasebnih imetij, kot so tri ogledala. Vsebuje tudi številne dokumente in korespondenco med kraljem Abdulazizom in kraljem Saudom, ko je bil prestolonaslednik, ter nekaj starih publikacij. Med njegovo vladavino vključuje tudi njegove slike z voditelji držav in uradniki delegacije številnih držav, kar znaša okoli 70 slik.
Folklorna dvorana: specializirana za vse, kar je povezano s folkloro. Vključuje številna tradicionalna oblačila, dediščinske srebrne okraske za nekatere regije kraljestva in orodja za vsakdanje življenje, kot so kuharska orodja in pripomočki, vedra za kavo, težka orodja za pranje, kot so likalniki, orožje in orodja za pisanje, kot je črnilnik, lesena deska, na katero piše in nekateri lokalni usnjeni izdelki, poleg tega pa tudi nekateri ročno izdelani izdelki iz palmovih listov.
Na dvorišču muzeja je skupina velikih skal z napisi, ki jih predstavljajo risbe živali, ki so bile razširjene v regiji severnega Obhurja »kraj prvotnih skal«. Prenesli so jih na dvorišče muzeja in risbe na njih segajo v kameno dobo. 
Muzej poleg raziskovalcev in strokovnjakov s tega področja pogosto obiščejo tudi dijaki, državljani, prebivalci, uradne delegacije, državni gostje, veleposlaniki, konzuli in tuje delegacije iz številnih arabskih in evropskih držav.